# Banco Central Mexicano

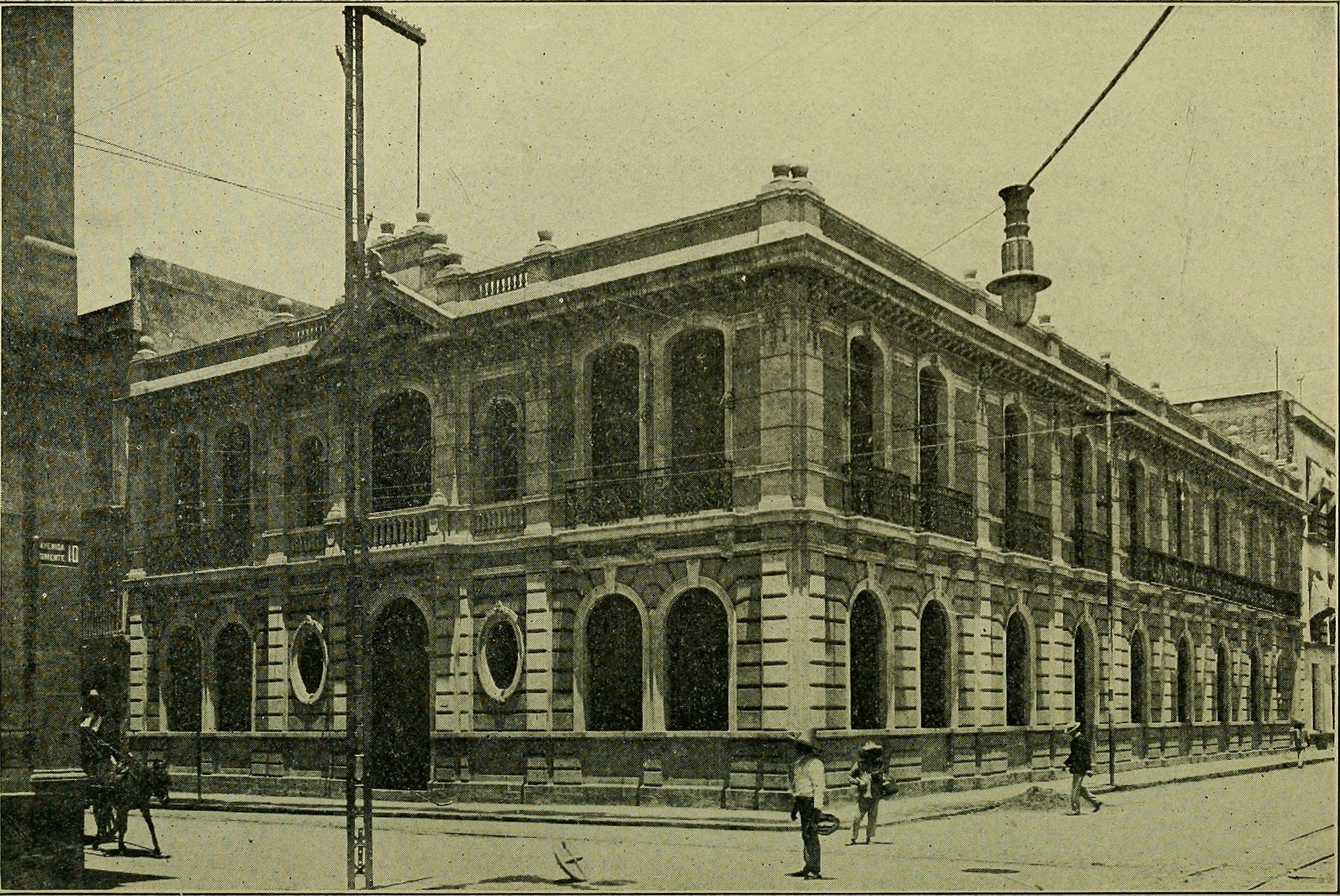
Antiga sede do Banco Central Mexicano na Cidade do México.

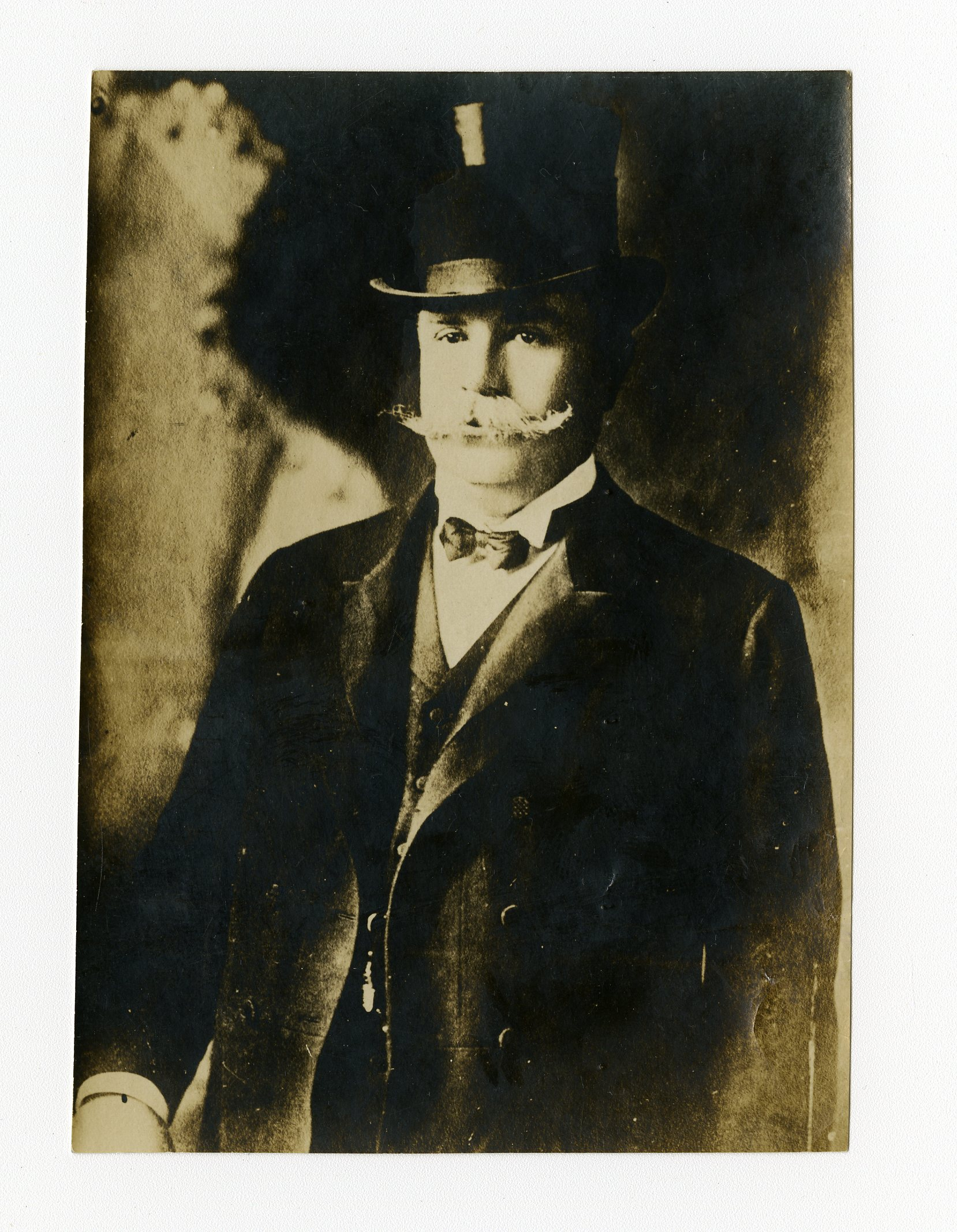
Enrique C. Creel, o primeiro presidente do Banco Central Mexicano.

O Banco Central Mexicano foi uma instituição financeira mexicana estabelecida durante o governo de Porfirio Díaz Mori, sendo a primeira a reconhecer as emissões de notas bancárias dos bancos da República Mexicana, adquirindo funções de banco central anos antes da criação do Banco do México. Foi fundado por empresários do norte do México em colaboração com José Yves Limantour, Secretário da Fazenda, que buscava compensar o poder que o Banco Nacional de México e o Banco de Londres e México exerciam sobre a economia mexicana, bem como estabelecer uma instituição que reconhecesse as emissões dos bancos provinciais.

## Antecedentes
Em 1897, o Secretário da Fazenda e Crédito Público da República Mexicana, José Yves Limantour, impulsionou a Lei Geral de Instituições de Crédito, promulgada pelo presidente General Porfirio Díaz em 19 de março do mesmo ano, com o objetivo de desenvolver o setor bancário no México e obter o reconhecimento das emissões de notas dos bancos provinciais em uma única instituição.
Entre os promotores dessa nova iniciativa estava Pablo Macedo, promotor do Banco Nacional de México, que destacou a "anarquia" na emissão e reconhecimento de notas, especialmente devido à rivalidade entre o Banco Nacional de México e o Banco de Londrés y México, que não reconheciam suas respectivas emissões, nem as dos bancos provinciais. Além disso, o novo banco, apoiado pelo Secretário Limantour, compensaria o imenso poder acumulado pelos bancos mencionados anteriormente.

## Banco Refaccionario de México
O descontentamento dos bancos provinciais levou à formação de uma aliança bancária estabelecida em 24 de janeiro de 1898, chamada Banco Refaccionario de México, sediado na Cidade do México. Essa instituição era a única que reconhecia as emissões dos bancos registrados na República, apesar de não ter o monopólio de sua emissão. O Banco Refaccionario de México foi concedido aos senhores Enrique C. Creel, Joaquín D. Casasús, Ramón Alcázar, Antonio V. Hernández, Carlos Bracho e Carlos Vermehren, que contribuíram com um capital de 1.000.000 de pesos para sua criação.[carece de fontes?]

## Banco Central Mexicano
Em 28 de janeiro de 1899, os atributos do Banco Refaccionario de México foram modificados e seu nome foi mudado para Banco Central Mexicano, com um aumento de capital para 6.000.000 de pesos.[carece de fontes?]

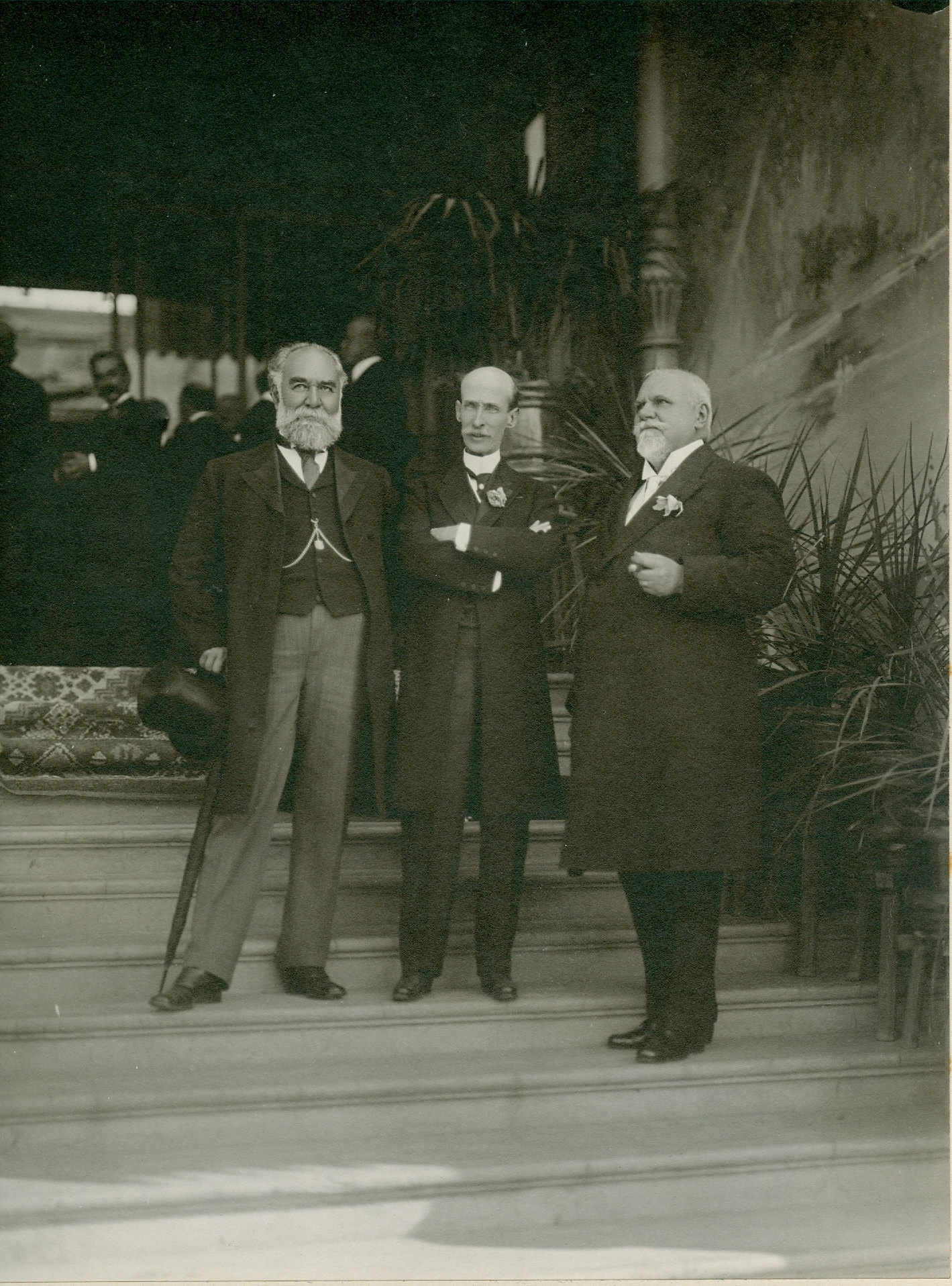
Antonio V. Hernández, Pablo Macedo e Justo Sierra foram os promotores do banco.

Seu primeiro conselho de administração foi composto por Enrique C. Creel (presidente), Ramiro de Trueba (vice-presidente) e os conselheiros proprietários Joaquín D. Casasús, Ramón Alcázar, Olegario Molina, Antonio V. Hernández, Fernando Pimentel y Fagoaga (também gerente), José Castellot. Como suplentes, estavam Donato de Chapeaurouge, Carlos Casasús, Manuel Rivero Collada, Emilio Meyrán, Pablo Guma, Viviano L. Villarreal, Rómulo Larralde, Carlos Bracho, Eduardo Meade e Manuel Araoz, além de Francisco Cortina e Icaza (interventor do governo), Balbino Dávalos (secretário), Juan F. Brittingham (comissário), Federico Kludt (subgerente), John Sutcliffe (contador) e Juan Camargo (caixa).
O Banco Central Mexicano estabeleceu correspondências com todos os bancos provinciais do México, fornecendo a cada um contas de crédito, bem como com o Deutsche Bank, Banque de Paris & Pays-Bas, London & Westminster Bank Ltd., Banco de Bilbao, J.P. Morgan & Co., National City Bank, entre outros.[carece de fontes?]